# Wanda Gág

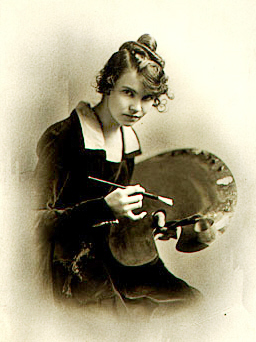
Wanda Gág, ca. 1918

Wanda Hazel Gág (* 11. März 1893 in New Ulm, Minnesota; † 27. Juni 1946 in New York City) war eine amerikanische Künstlerin, Autorin, Übersetzerin und Illustratorin. Bekannt wurde sie durch das von ihr geschriebene und illustrierte Kinderbuch Millions of Cats, das mit dem Newbery Honor Award und dem Lewis Carroll Shelf Award ausgezeichnet wurde. Es ist das älteste amerikanische Bilderbuch, das noch gedruckt wird. Ihr Buch The ABC Bunny erhielt ebenfalls einen Newbery Honor Award, ihre Bücher Snow White and the Seven Dwarfs und Nothing at All  wurden mit dem Caldecott Honor Award ausgezeichnet. Weite Aufmerksamkeit erhielten 1940 ihre überarbeiteten Tagebucheinträge aus den Jahren 1908 bis 1917, die unter dem Titel Growing Pains publiziert wurden.

## Leben
Wanda wuchs als ältestes von sieben Kindern von Elisabeth Biebl Gag und dem Maler und Fotografen Anton Gag in einer deutschsprachigen Immigrantengemeinschaft in New Ulm auf. Wanda, ihre fünf Schwestern und der Bruder wurden von den Eltern künstlerisch gefördert, sie sangen, zeichneten oder schrieben Geschichten und Gedichte. Die von Wanda Gág in ihrer Jugendzeit illustrierte Geschichte Robby Bobby in Mother Goose Land wurde von The Minneapolis Journal (heute Star Tribune) in seiner Beilage für junge Leser Junior Journal publiziert. Als Wanda 15 war, starb ihr Vater an Tuberkulose. Seine letzten Worte an sie waren: „Was der Papa nicht thun konnt', muss die Wanda halt fertig machen.“ Nach dem Tod von Anton Gag war die Familie auf staatliche Unterstützung angewiesen, doch statt sich eine feste Anstellung zu suchen, besuchte Wanda weiterhin bis zu ihrem Abschluss im Juni 1912 die Highschool von New Ulm, während sie sich um ihre jüngeren Geschwister kümmerte und durch den Verkauf von Bildern, Zeichnungen, Texten und Postkarten zum Lebensunterhalt der Familie beitrug. Danach unterrichtete sie vom November 1912 bis Juni 1913 in einer Schule in Springfield, war jedoch weiterhin fest entschlossen Künstlerin zu werden.

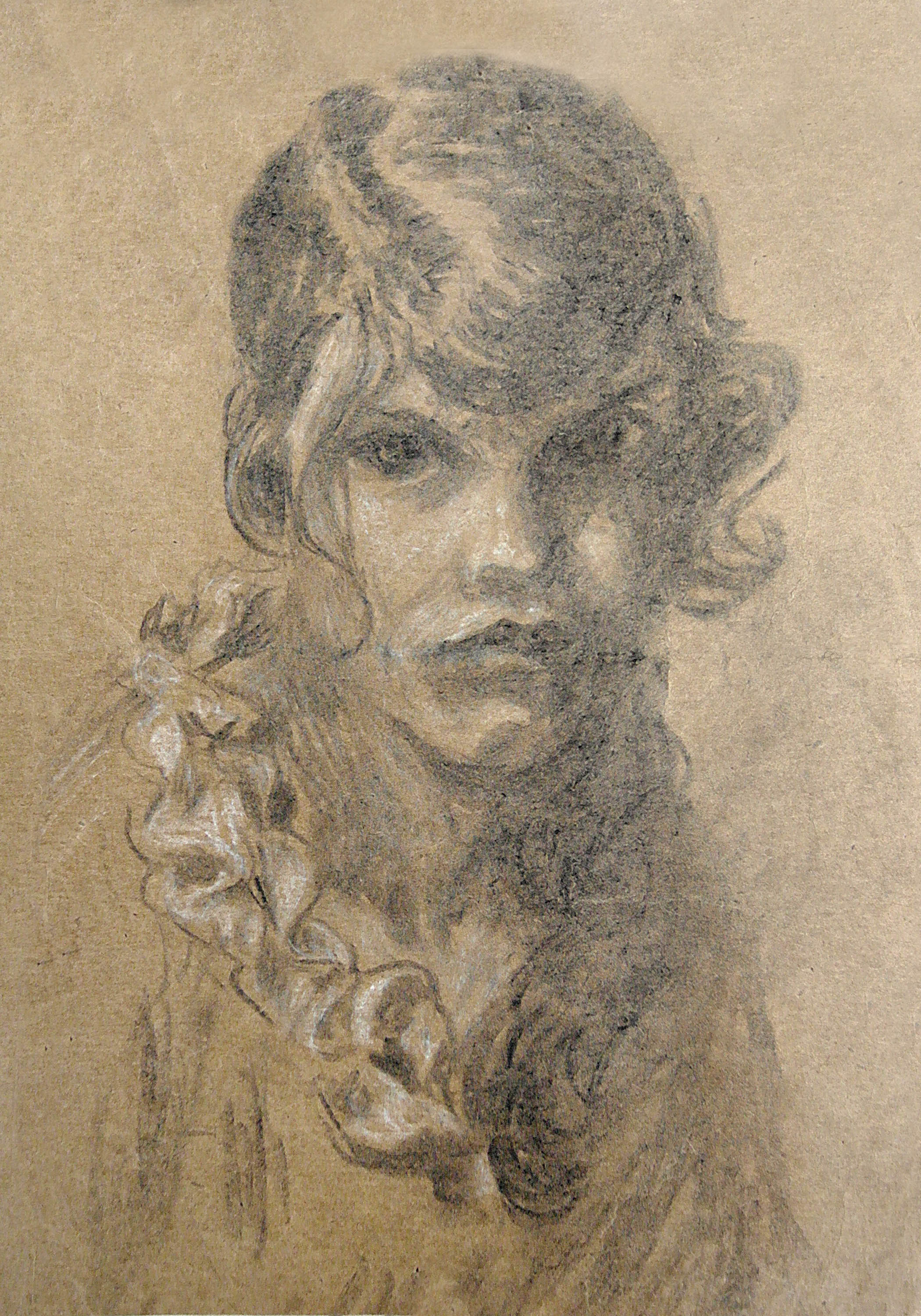
Selbstporträt, 1915

Von 1913 bis 1914 besuchte sie dank eines Stipendiums die Saint Paul School of Art und von 1914 bis 1917 die Minneapolis School of Fine Arts (heute Minneapolis College of Art and Design) mit Hilfe der finanziellen Unterstützung des Gönners und Kunstsammlers Herschel V. Jones. Dort machte sie die Bekanntschaft des Lithographen Adolf Dehn, mit dem sie kurzzeitig liiert war und mit dem sie eine lebenslange Freundschaft verband. Als ihre Mutter 1917 starb, nahm sie ihre Geschwister bei sich auf. Gefördert durch ein Stipendium studierte sie ab 1917 in Manhattan an der Art Students League of New York und ließ sich in Greenwich Village nieder. Während des Studiums belegte sie Kurse und Vorlesungen in Komposition, Radierung und Werbe-Illustration.
Gág liebte das Leben auf dem Land, und so verbrachte sie in den frühen 1920er Jahren die Sommer an verschiedenen Standorten im ländlichen New England, New York und Connecticut, um zu zeichnen. Sie mietete von 1925 bis 1930 eine drei Hektar große Farm namens „Tumble Timbers“ in Glen Gardner, New Jersey, bis sie 1931 einen größeren Hof („All Creation“) in Milford, Hunterdon County, New Jersey erwarb. Sie fuhr fort, einige ihrer erwachsenen Geschwister zu unterstützen, von denen einige zeitweise bei ihr lebten. Wandas Bruder Howard Gág fertigte die kunstvollen Handschriften zu den Illustrationen ihrer Bilderbücher und Wanda ermutigte auch ihre Schwester Flavia Gág Kinderbücher zu schreiben. Am 27. August 1943 heiratete Gág ihren langjährigen Partner und Geschäftsführer Earle Humphrey, mit dem sie bereits seit 1930 zusammenlebte. Gág erkrankte an Lungenkrebs und starb am 27. Juni 1946 in New York City. Nach der Einäscherung wurde die Asche auf ihrer Farm „All Creation“ verstreut.

## Künstlerische Arbeit

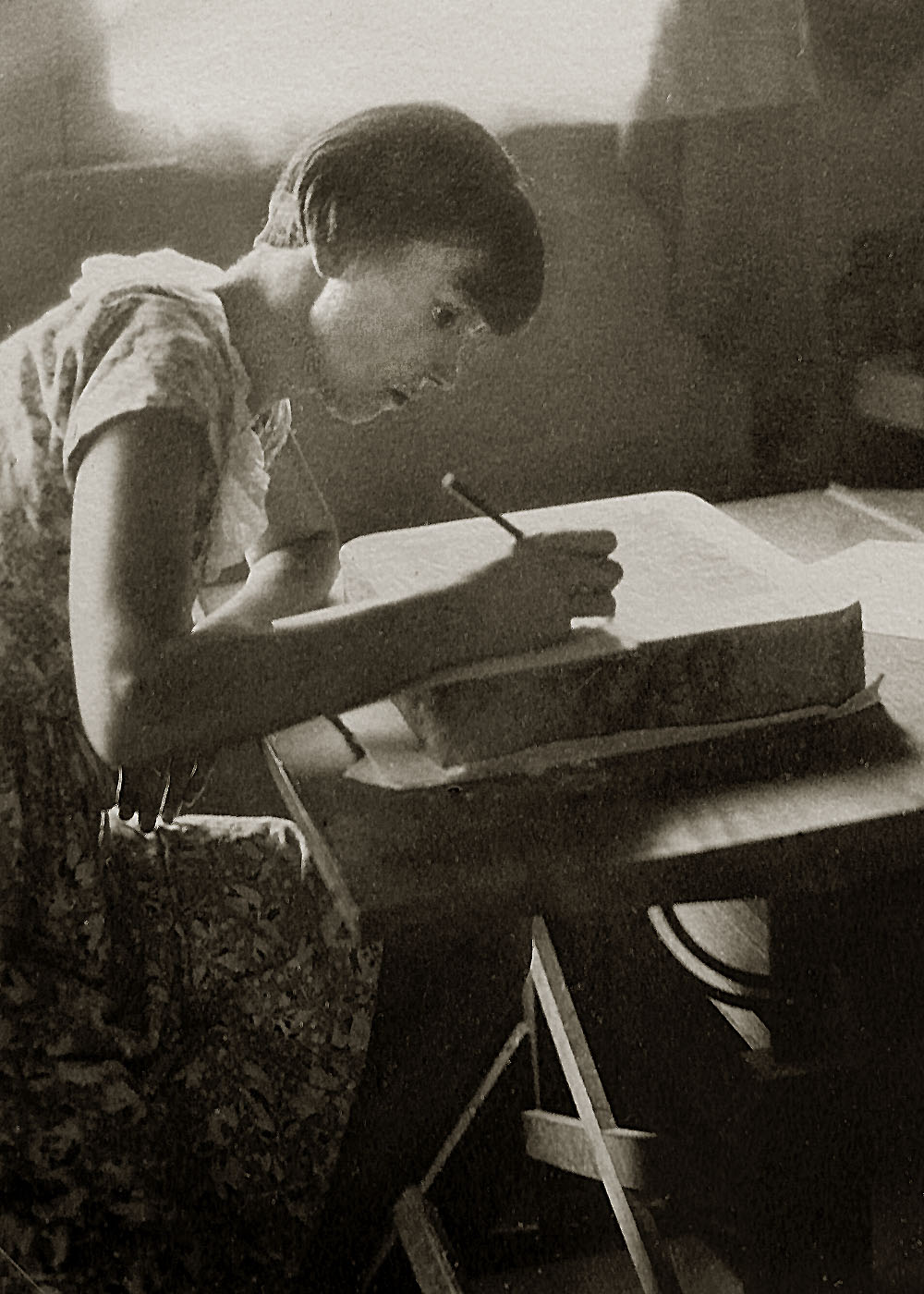
Wanda Gág beim Bearbeiten eines Lithografiesteins, ca. 1927

Mit der Illustration von Jean Sherwood Rankins Mechanics of Written English übernahm sie 1917 ihre erste Auftragsarbeit. Ab 1919 konnte sie ihren Lebensunterhalt als hauptberufliche Illustratorin bestreiten. Etwa zu dieser Zeit begann sie ihren Nachnamen mit einem Akzentzeichen zur Betonung der richtigen Aussprache zu schreiben.
1921 wurde sie Partner in dem Unternehmen „Happiwork Story Boxes“, das Behältnisse mit auf den Seiten aufgedruckten Geschichten vertrieb, und Broom: An International Magazine of the Arts publizierte eine ihrer Illustrationen. 1923 hatte Gág ihre erste Einzelausstellung in der New York Public Library. Sie trieb ihre Kunstprojekte voran, publizierte zusammen mit dem Künstler William Gropper das Magazin Folio, das nur in einer Auflage erschien. Ihre Einzelausstellung in der New Yorker Weyhe Gallery im Jahr 1926 führte zu ihrer Anerkennung als „eine von Amerikas vielversprechendsten jungen Künstlern und Grafikern“ und war zugleich der Beginn ihrer lebenslangen Arbeitsbeziehung zu ihrem Manager Carl Zigrosser. Gág erstellte in der Folgezeit zahlreiche Lithographien, Holzschnitte, Aquarelle und Zeichnungen.
Ihr 1927 in The Nation abgedruckter Artikel These Modern Women: A Hotbed of Feminists zog die Aufmerksamkeit von Alfred Stieglitz auf sich und veranlasste Egmont Arens zu schreiben: „Be more explicit about your relationships with men. The way you solved that problem seems to me to be the most illuminating part of your career. You have done what all the other 'modern women' are still talking about.“ Gág illustrierte das Cover der 1927er Märzausgabe des Magazins The New Masses. Ihre illustrierte Geschichte Bunny's Easter Egg wurde im Magazin für Kinder John Martin's Book 1927 veröffentlicht. Ihr Schaffen wurde international anerkannt, ebenso ihre Aufnahme in die Fifty Prints of the Year des American Institute of Graphic Arts in den Jahren 1928, 1929, 1931, 1932, 1936, 1937 und 1938. Gágs Werke wurden häufig in New York ausgestellt, wie etwa 1939 in der Ausstellung Art in Our Time im Museum of Modern Art und während ihrer Teilnahme an der 1939 New York World’s Fair American Art Today.

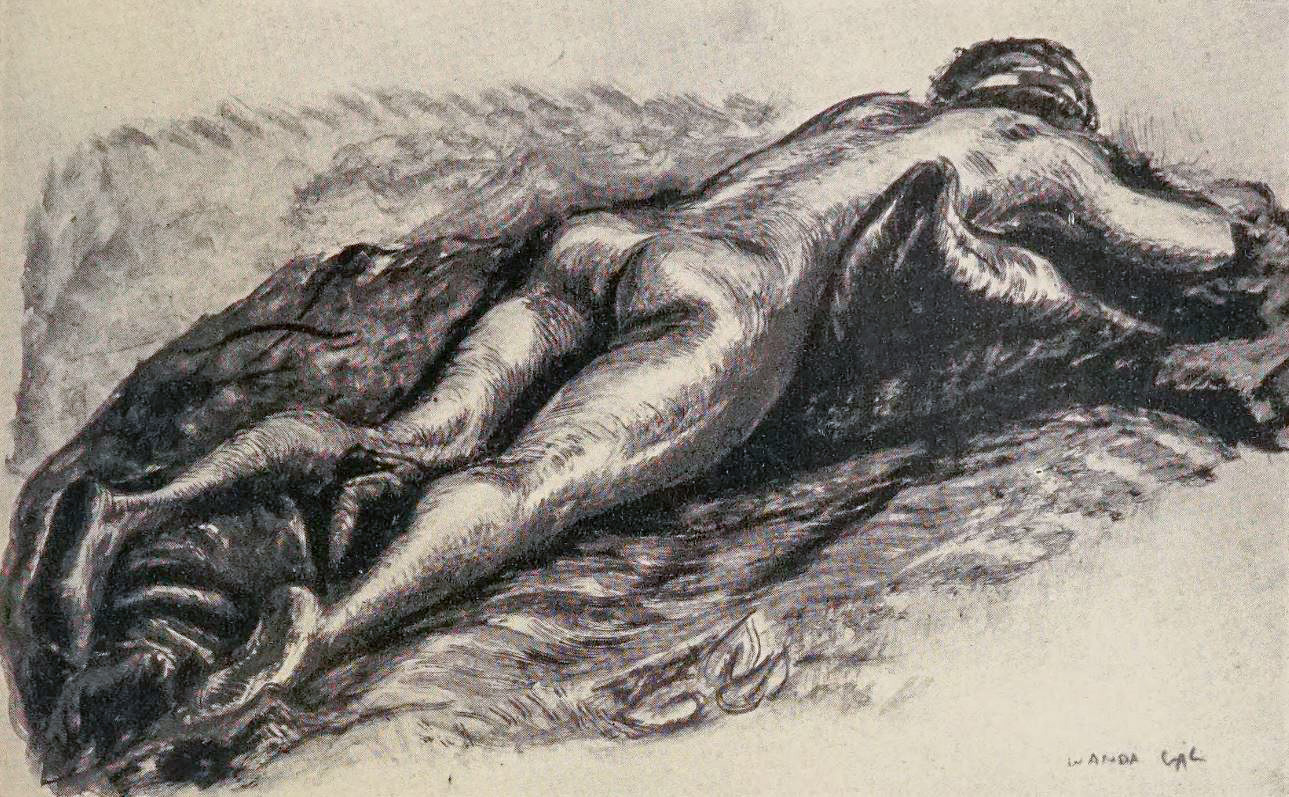
Nude, 1927
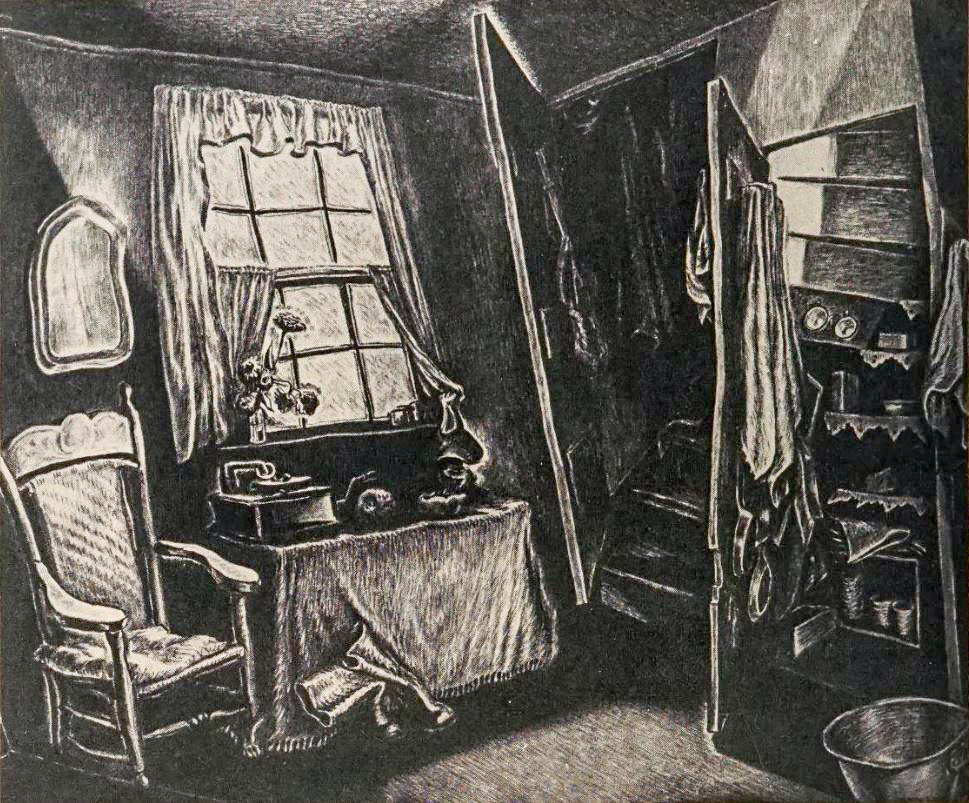
Interior, 1927
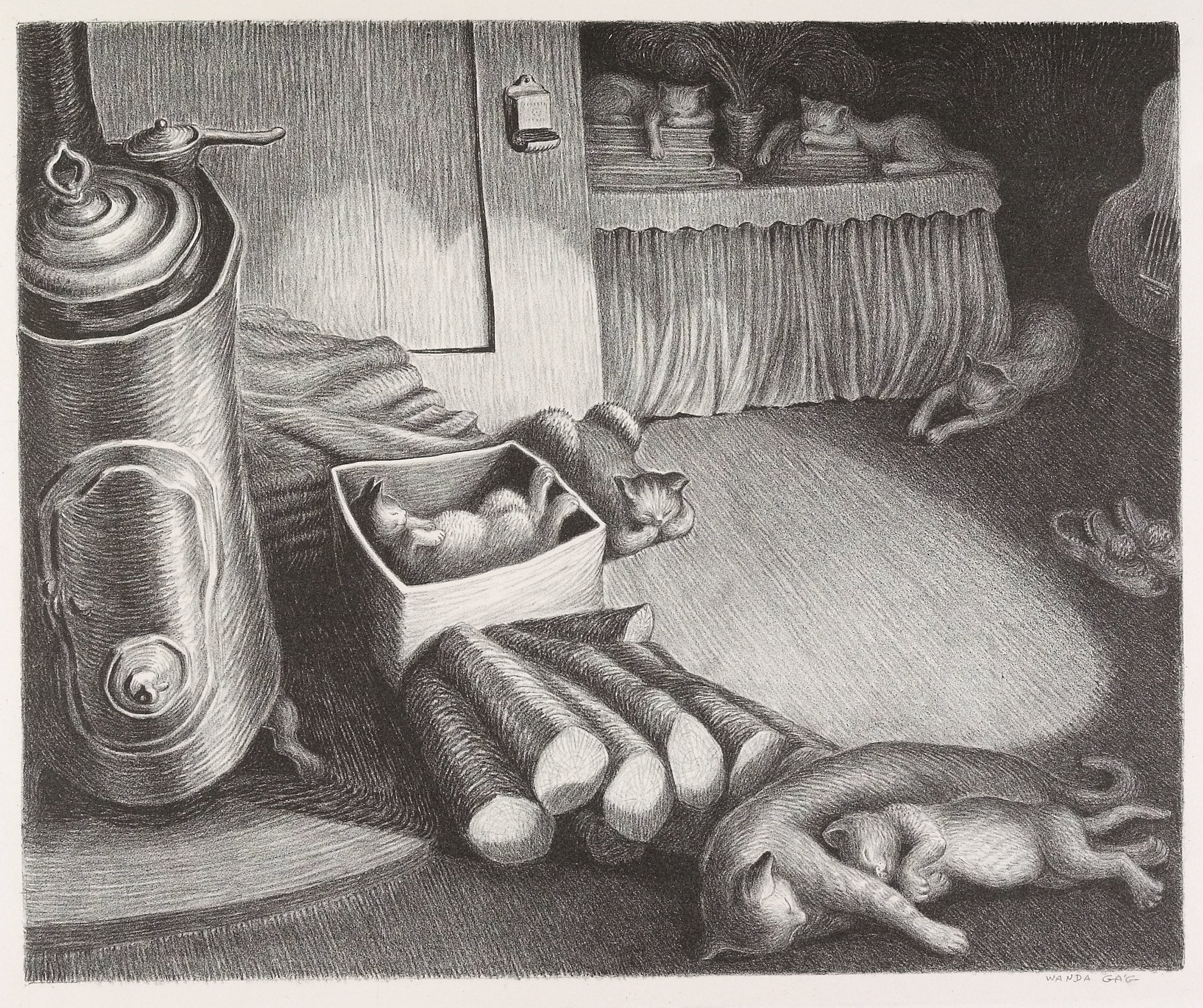
Siesta, 1937
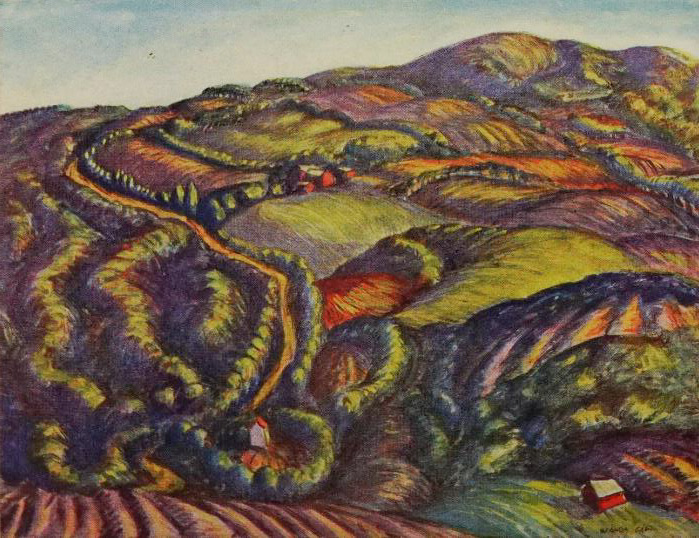
The Red Barn, 1927
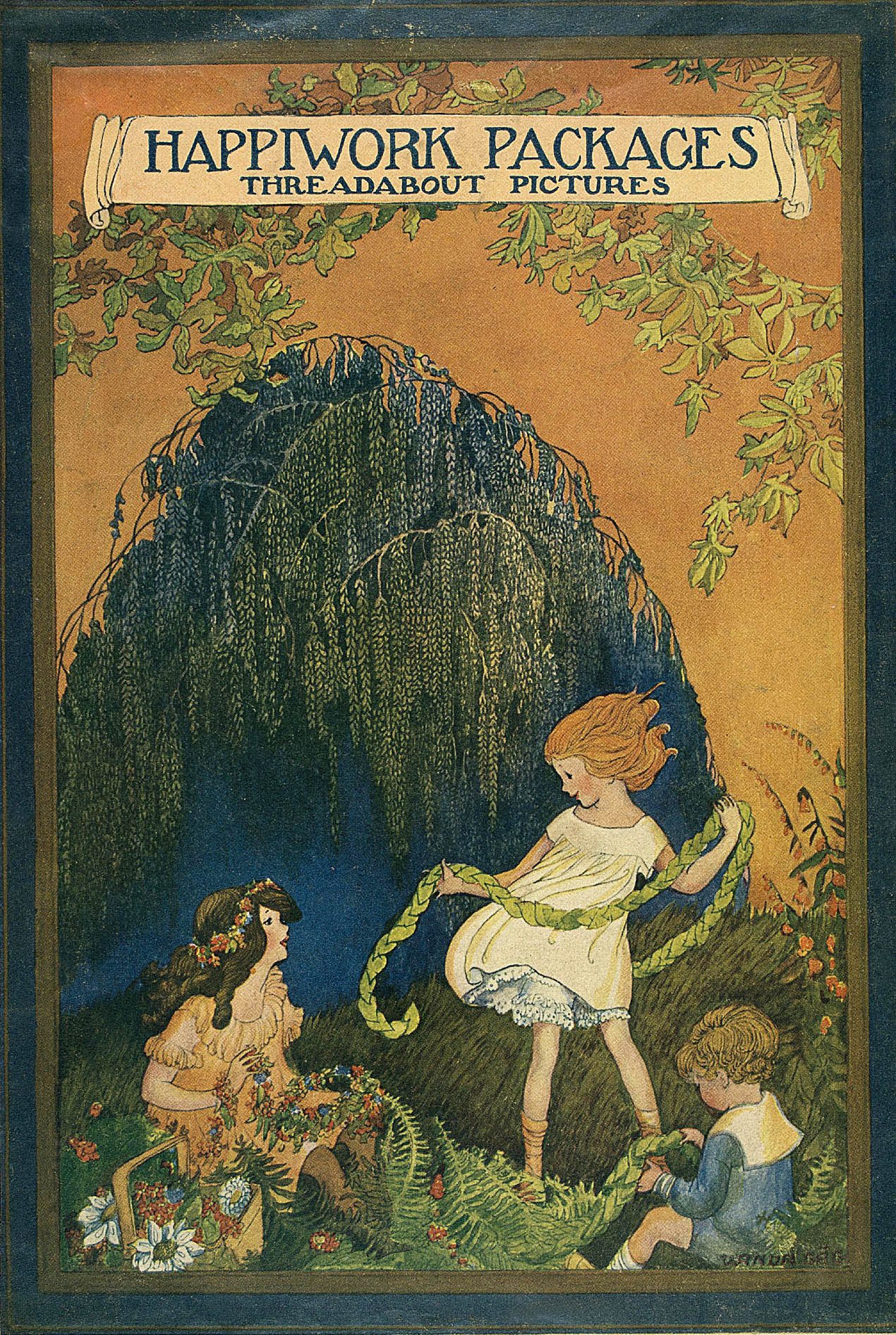
Happiwork Packages, ca. 1921

## Kinderbücher

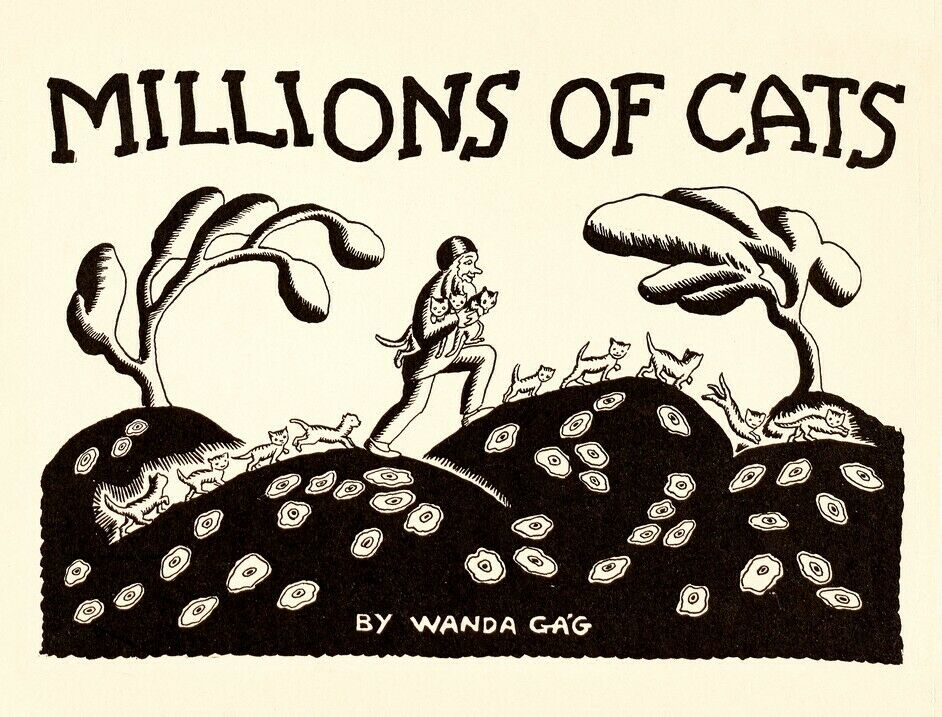
Millions of Cats, 1. September 1928

Gágs Arbeiten interessierten Ernestine Evans, Leiterin der neu geschaffenen Abteilung für Kinderbücher bei Coward-McCann. Evans war unzufrieden mit den üblichen Kinderbüchern auf dem Markt und suchte nach neuen Autoren und Künstlern, die ihre Vorstellung von realistischen, lebensnahen und weniger idealisierenden Büchern umsetzen konnten. Den Vorschlag, ein älteres Buch neu zu illustrieren, lehnte Gág ab, nahm jedoch das Angebot, eine ihrer eigenen Geschichten zu illustrieren, an. Millions of Cats erschien 1928 und gewann den Newbery Honor Award, eine selten vergebene Auszeichnung für ein Bilderbuch. Gág überwachte sorgfältig die Produktion des Buches. Für eine zweite Auflage zeichnete sie verloren gegangene Illustrationen neu, da sie mit dem Nachdruck anhand  schlechter Kopien unzufrieden war.
Es gab eine Bewegung unter den Pädagogen dieser Zeit gegen Märchen. Einige von ihnen verunglimpften Märchen, da sie realistische Literatur für Kinder bevorzugten. Gág widersprach dem: „Ich weiß, ich hätte mich bitterlich betrogen gefühlt, wenn ich als Kind all dieser märchenhaften Überlieferungen beraubt worden wäre.“ Um die Popularität dieser Geschichten zu fördern, veröffentlichte sie 1936  Tales from Grimm. Zwei Jahre später übersetzte und illustrierte sie Snow White and the Seven Dwarfs als Reaktion gegen die „verharmloste, sterile und sentimentale“ Disney-Film-Version. Ihr Essay I Like Fairy Tales wurde 1939 in der Märzausgabe des The Horn Book Magazine gedruckt. Nothing at All wurde 1942 zum Caldecott Honor book. More Tales from Grimm erschien posthum 1947.

## Ehrungen

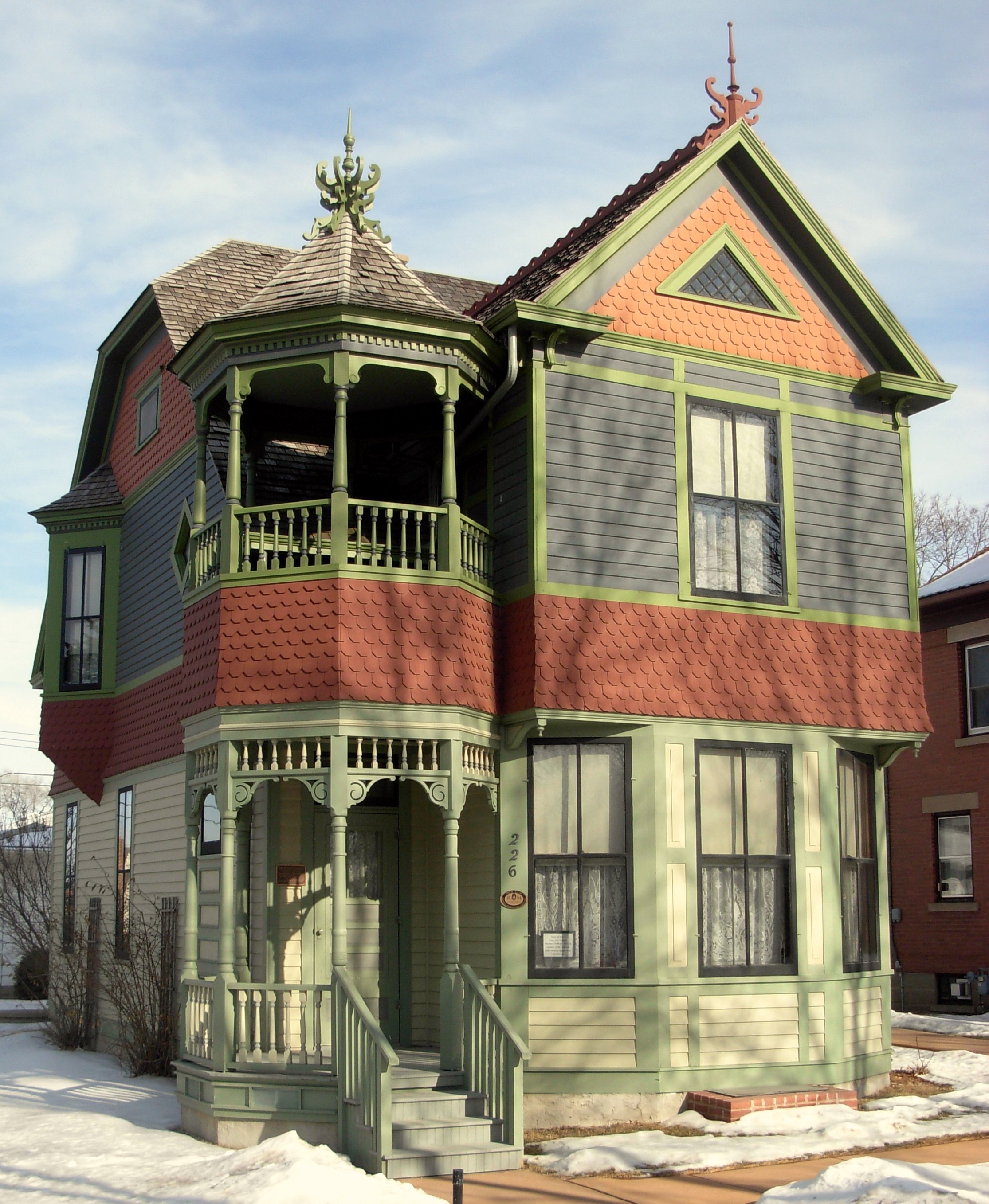
Wanda Gág House, 2008

Das Horn Book Magazine ehrte Gág 1947 mit einem langen Artikel über ihr Werk.
Gágs Schriftwechsel befinden sich in der Kerlan Collection der University of Minnesota, der New York Public Library, der University of Pennsylvania, der Free Library of Philadelphia und dem Minneapolis Institute of Arts. Ihre Drucke, Zeichnungen, Illustrationen und Aquarelle finden sich unter anderem in der Sammlung der National Gallery of Art, dem British Museum, und dem Minneapolis Institute of Arts,  ebenso wie in zahlreichen Museen weltweit.
Ihr Geburtshaus in New Ulm wird nach der Restaurierung als Museum Wanda Gág House, und Informationszentrum geführt, das Touren und Bildungsprogrammen anbietet. Posthum wurde sie 1977 mit dem jährlich vergebenen Kerlan Award der University of Minnesota, Moorhead, ausgezeichnet.

## Werke (Auswahl)
als Autor und Illustrator
- Batiking at Home: a Handbook for Beginners. Coward McCann, 1926
- Millions of Cats. Coward McCann, 1928
- The Funny Thing. Coward McCann, 1929
- Snippy and Snappy. Coward McCann, 1931
- Wanda Gág’s Storybook (enthält Millions of Cats, The Funny Thing, Snippy and Snappy). Coward McCann, 1932
- The ABC Bunny. Coward McCann, 1933
- Gone is Gone; or, the Story of a Man Who Wanted to Do Housework. Coward McCann, 1935
- Growing Pains: Diaries and Drawings for the Years 1908-1917. Coward McCann, 1940
- Nothing At All. Coward McCann, 1941

als Übersetzer und Illustrator
- Tales from Grimm. Coward McCann, 1936
- Snow White and the Seven Dwarfs. Coward McCann, 1938
- Three Gay Tales from Grimm. Coward McCann, 1943
- More Tales from Grimm. Coward McCann, 1947

als Illustrator
- The Oak by the Waters of Rowan. Spencer Kellogg Jr, Aries Press, New York, 1927
- The Day of Doom. Michael Wigglesworth, Spiral Press, 1929

als Übersetzer
- The Six Swans. Illustriert von Margot Tomes, Coward, Mccann & Geoghegan, 1974
- Wanda Gág's Jorinda and Joringel. Illustriert von Margot Tomes, Putnam, 1978
- Wanda Gag's the Sorcerer's Apprentice. Illustriert von Margot Tomes, Putnam, 1979
- Wanda Gag's The Earth Gnome. Illustriert von Margot Tomes, Putnam, 1985

Ausgewählte Drucke (Auswahl)
- Pipe and Flowers, 1926
- Spring in the Garden, 1927
- Spinning Wheel, 1927
- Evening, 1928

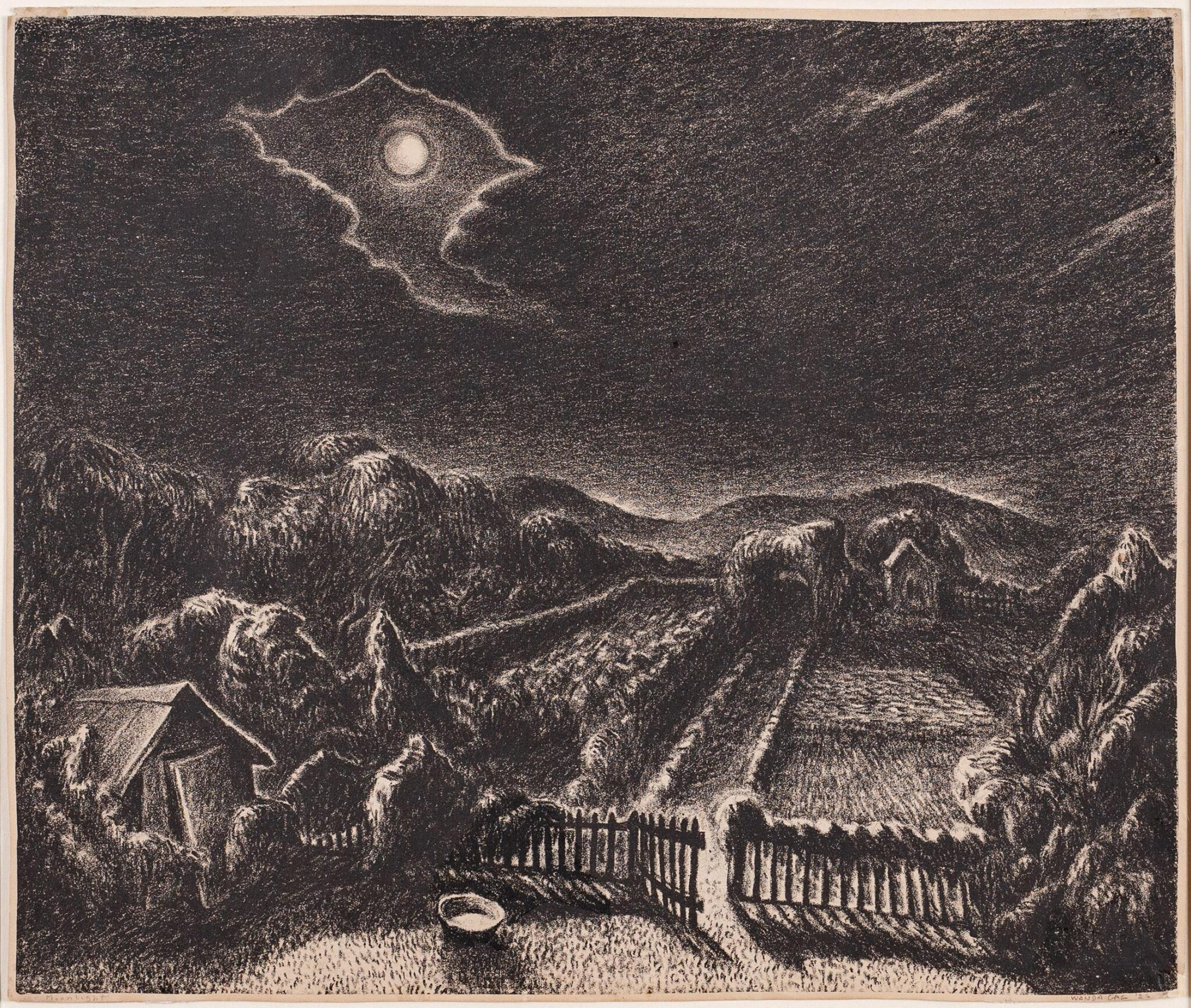
Moolight, 1926

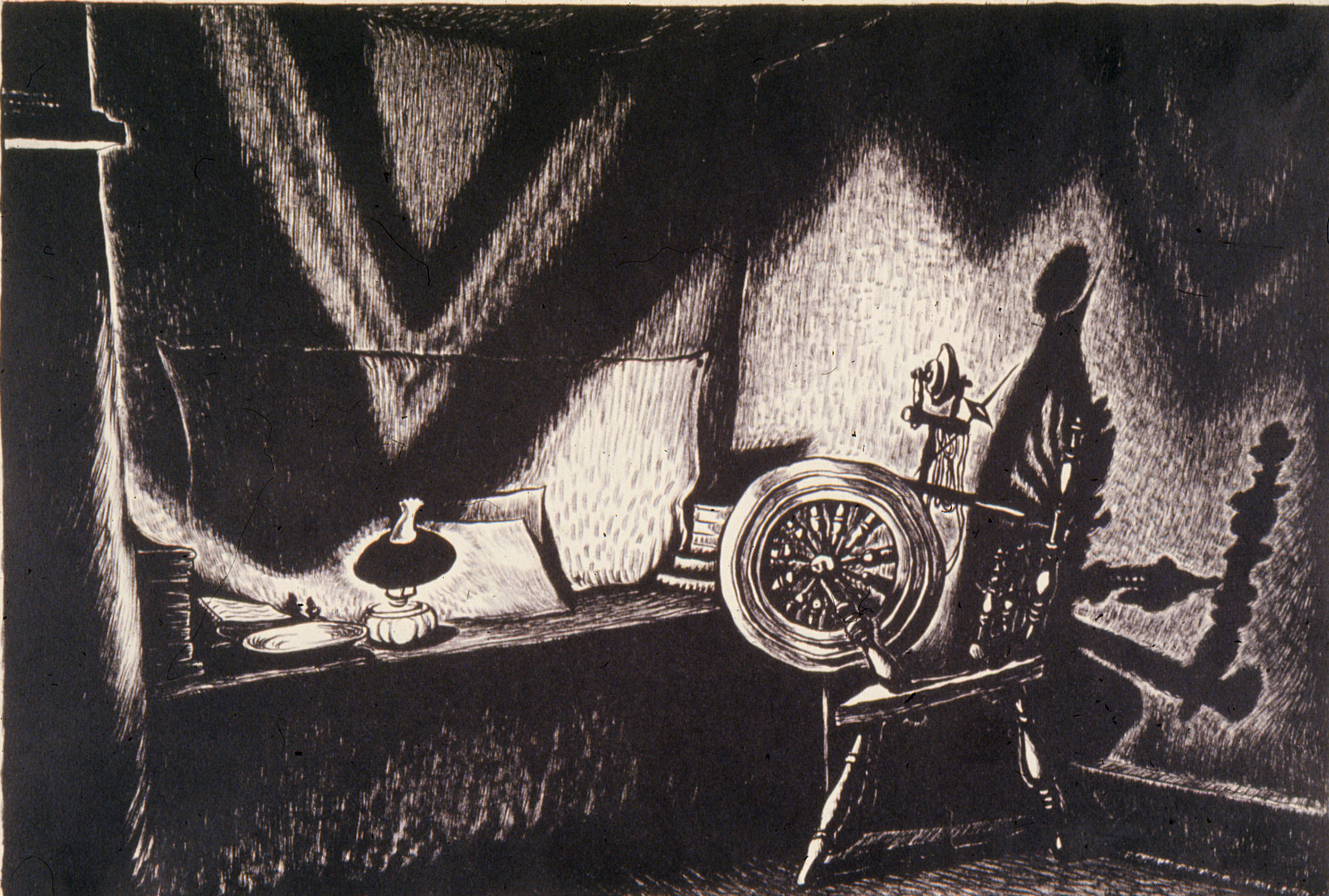
Evening

- Gourds at Tumble Timbers, ca. 1928
- Kitchen Corner, ca. 1929
- Backyard Corner, 1930
- Lantern and Fireplace, 1931–32
- The Forge, 1932
- Airtight Stove, 1933
- Interior, 1935
- Winter Garden, 1936
- Fairy Story, 1937
- Macy’s Stairway, 1940–41
- Barnes At Glen Gardner, 1941–43
- Whodunit, 1944